# Мо Джі Су
Мо Джі Су (кор. 모지수) — південнокорейський ковзаняр, спеціаліст з бігу на короткій доріжці, олімпійський чемпіон, чемпіон світу та призер чемпіонатів світу, чемпіон Азійських ігор.
Золоту олімпійську медаль та звання олімпійського чемпіона Мо виборов на Альбервільській олімпіаді 1992 року разом із товаришами з південнокорейської команди в естафеті на 5000 м.

## Виноски
1. ↑  Albertville 1992 Official Report (PDF). Le Comite d'Organisation des Jeux Olympiques Albertville. LA84 Foundation. 1992. Архів оригіналу (PDF) за 26 лютого 2008. Процитовано 16 січня 2014.